# Chesiadodes
Chesiadodes is een geslacht van vlinders van de familie spanners (Geometridae), uit de onderfamilie Ennominae.

## Soorten
- C. bicolor Rindge, 1973
- C. cinerea Rindge, 1973
- C. coniferaria Grossbeck, 1912
- C. curvata Barnes & McDunnough, 1916
- C. daedalea Rindge, 1969
- C. dissimilis Rindge, 1973
- C. fusca Rindge, 1973
- C. longa Rindge, 1973
- C. morosata Hulst, 1896
- C. pallens Rindge, 1973
- C. polingi Cassino, 1927
- C. simularia Barnes & McDunnough, 1918
- C. tubercula Rindge, 1973